# Polnischer Fußballpokal 2021/22
Der Puchar Polski 2021/22 war die 68. Ausspielung des polnischen Pokalwettbewerbs. Er begann am 4. August 2021 mit den Vorrundenspielen und endete am 2. Mai 2022 mit dem Finale in dem Stadion Narodowy in Warschau. Titelverteidiger Raków Częstochowa verteidigte erfolgreich seinen Titel, indem er Lech Posen im Finale mit 3:1 besiegte.

## Spieltermine
| Runde         | Datum                                 |
| ------------- | ------------------------------------- |
| Vorrunde      | 4. August 2021                        |
| 1. Runde      | 22. bis 29. September 2021            |
| 2. Runde      | 26. Oktober bis 3. November 2021      |
| Achtelfinale  | 30. November 2021 bis 9. Februar 2022 |
| Viertelfinale | 1. bis 2. März 2022                   |
| Halbfinale    | 5. bis 6. April 2022                  |
| Finale        | 2. Mai 2022                           |

## Teilnehmende Mannschaften
Für die Hauptrunde waren 69 Mannschaften qualifiziert.
| Teilnahme ab 1. Runde | Teilnahme ab 1. Runde | Teilnahme ab 1. Runde | Teilnahme ab Vorrunde | Teilnahme ab 1. Runde |
| Ekstraklasa 2020/21 16 Vereine | 1. Liga 2020/21 18 Vereine | 2. Liga 2020/21 9 Vereine (Platz 1 – 9) | 2. Liga 2020/21 10 Vereine (Platz 10 – 19) | 16 regionale Pokalsieger der Woiwodschaften der Saison 2020/21 |
| Legia Warschau Raków Częstochowa Pogoń Stettin Śląsk Wrocław Warta Posen Piast Gliwice Lechia Gdańsk Zagłębie Lubin Jagiellonia Białystok Górnik Zabrze Lech Posen Wisła Płock Wisła Krakau KS Cracovia (TV) Podbeskidzie Bielsko-Biała Stal Mielec | Radomiak Radom Bruk-Bet Termalica Nieciecza GKS Tychy Arka Gdynia ŁKS Łódź Górnik Łęczna Miedź Legnica Odra Opole Widzew Łódź Sandecja Nowy Sącz Chrobry Głogów Korona Kielce Puszcza Niepołomice GKS 1962 Jastrzębie Stomil Olsztyn CWKS Resovia Zagłębie Sosnowiec GKS Bełchatów | Górnik Polkowice GKS Katowice Chojniczanka Chojnice Wigry Suwałki KKS 1925 Kalisz Skra Częstochowa Garbarnia Kraków Śląsk Wrocław II Motor Lublin | Stal Rzeszów Sokół Ostróda Hutnik Kraków Pogoń Siedlce Lech II Posen Znicz Pruszków Olimpia Elbląg Olimpia Grudziądz Błękitni Stargard Bytovia Bytów | Ślęza Wrocław (DS) Włocłavia Włocławek (KP) Orlęta Radzyń Podlaski (LU) Lechia Zielona Góra (LB) Unia Skierniewice (LD) Wieczysta Kraków (MA) Świt Nowy Dwór Mazowiecki (MZ) Ruch Zdzieszowice (OP) Wisłoka Dębica (PK) Olimpia Zambrów (PK) Powiśle Dzierzgoń (PM) Rekord Bielsko-Biała (SL) KSZO Ostrowiec Świętokrzyski (SK) Concordia Elbląg (WN) Polonia Środa Wielkopolska (WP) Świt Szczecin (ZP) |

## Vorrunde
Die Spiele der Vorrunde fanden am 4. August 2021 mit den Mannschaften auf den Plätzen 10 bis 19 der 2. Liga 2020/21 statt. Die acht schwächsten Teams der 2. Liga 2020/2021 traten nach folgendem Schlüssel an: 10–19, 11–18, 12–17, 13–16, 14–15.
|                | Ergebnis          |                   |
| 4. August 2021 | 4. August 2021    | 4. August 2021    |
| -------------- | ----------------- | ----------------- |
| Stal Rzeszów   | 4:1               | Bytovia Bytów     |
| Sokół Ostróda  | 4:2 n. V.         | Błękitni Stargard |
| Hutnik Kraków  | 0:1               | Olimpia Grudziądz |
| Pogoń Siedlce  | 3:0 1(kampflos) 1 | Olimpia Elbląg    |
| Lech II Posen  | 2:0 n. V.         | Znicz Pruszków    |

## 1. Runde
Die Spiele wurden vom 21. bis 29. September 2021 ausgetragen. Es nahmen die 5 Gewinner der Vorrundenspiele teil. Hinzu kamen alle anderen Mannschaften, die 16 Vereine der Ekstraklasa, die 18 Vereine der 1. Liga, die Plätze 1 bis 9 der 2. Liga sowie die 16 regionalen Pokalsieger der Woiwodschaften.
|                              | Ergebnis              |                              |
| 21. September 2021           | 21. September 2021    | 21. September 2021           |
| ---------------------------- | --------------------- | ---------------------------- |
| KKS 1925 Kalisz              | 2:1                   | Pogoń Stettin                |
| Śląsk Wrocław II             | 0:3                   | Zagłębie Lubin               |
| Ruch Zdzieszowice            | 0:6                   | Zagłębie Sosnowiec           |
| Jagiellonia Białystok        | 1:3                   | Lechia Gdańsk                |
| Polonia Środa Wielkopolska   | 0:2                   | GKS 1962 Jastrzębie          |
| 22. September 2021           |                       |                              |
| Stal Rzeszów                 | 2:4                   | Raków Częstochowa            |
| Wigry Suwałki                | 1:3                   | Legia Warschau               |
| Concordia Elbląg             | 0:2                   | Unia Skierniewice            |
| Orlęta Radzyń Podlaski       | 2:3                   | Lechia Zielona Góra          |
| Korona Kielce                | 4:3 n. V.             | Wisła Płock                  |
| Włocłavia Włocławek          | 0:2                   | Piast Gliwice                |
| Stal Mielec                  | 1:3                   | Wisła Krakau                 |
| Ślęza Wrocław                | 3:2                   | Chojniczanka Chojnice        |
| Motor Lublin                 | 1:0                   | Podbeskidzie Bielsko-Biała   |
| Miedź Legnica                | 4:0                   | Odra Opole                   |
| Górnik Zabrze                | 2:0                   | Radomiak Radom               |
| 23. September 2021           |                       |                              |
| Śląsk Wrocław                | 0:1                   | Bruk-Bet Termalica Nieciecza |
| ŁKS Łódź                     | 0:0 n. V. (3:1 i. E.) | KS Cracovia                  |
| 28. September 2021           |                       |                              |
| KSZO Ostrowiec Świętokrzyski | 1:2                   | GKS Tychy                    |
| Skra Częstochowa             | 0:3 n. V.             | Lech Posen                   |
| Górnik Polkowice             | 1:2                   | Górnik Łęczna                |
| 29. September 2021           |                       |                              |
| Sokół Ostróda                | 0:3 1(kampflos) 1     | Pogoń Siedlce                |
| Świt Nowy Dwór Mazowiecki    | 4:3 n. V.             | Rekord Bielsko-Biała         |
| Wisłoka Dębica               | 0:0 n. V. (6:7 i. E.) | Świt Szczecin                |
| Wieczysta Kraków             | 2:1                   | Chrobry Głogów               |
| Olimpia Zambrów              | 0:1                   | GKS Katowice                 |
| Stomil Olsztyn               | 1:0                   | Sandecja Nowy Sącz           |
| Lech II Posen                | 2:1                   | Puszcza Niepołomice          |
| CWKS Resovia                 | 1:2                   | Widzew Łódź                  |
| Olimpia Grudziądz            | 2:0                   | Warta Posen                  |
| GKS Bełchatów                | 0:5                   | Arka Gdynia                  |
| Powiśle Dzierzgoń            | 0:3                   | Garbarnia Kraków             |

## 2. Runde
Die Spiele der 2. Runde fanden zwischen dem 26. Oktober und 3. November 2021 statt. Es nahmen die Gewinner der 1. Runde teil.
|                           | Ergebnis              |                              |
| 26. Oktober 2021          | 26. Oktober 2021      | 26. Oktober 2021             |
| ------------------------- | --------------------- | ---------------------------- |
| Świt Nowy Dwór Mazowiecki | 2:1                   | Lechia Gdańsk                |
| KKS 1925 Kalisz           | 1:2                   | Raków Częstochowa            |
| Lechia Zielona Góra       | 0:1                   | Arka Gdynia                  |
| Unia Skierniewice         | 0:2                   | Lech Posen                   |
| 27. Oktober 2021          |                       |                              |
| ŁKS Łódź                  | 0:1                   | Zagłębie Lubin               |
| Olimpia Grudziądz         | 3:0                   | Lech II Posen                |
| GKS Katowice              | 1:2 n. V.             | Bruk-Bet Termalica Nieciecza |
| Ślęza Wrocław             | 1:2                   | Górnik Zabrze                |
| Pogoń Siedlce             | 0:5                   | Motor Lublin                 |
| Zagłębie Sosnowiec        | 0:1                   | Piast Gliwice                |
| 28. Oktober 2021          |                       |                              |
| Świt Szczecin             | 0:1                   | Legia Warschau               |
| 2. November 2021          |                       |                              |
| Widzew Łódź               | 4:1                   | GKS 1962 Jastrzębie          |
| Wieczysta Kraków          | 0:5                   | Garbarnia Kraków             |
| 3. November 2021          |                       |                              |
| GKS Tychy                 | 1:3                   | Wisła Krakau                 |
| Korona Kielce             | 2:1                   | Stomil Olsztyn               |
| Miedź Legnica             | 2:2 n. V. (4:5 i. E.) | Górnik Łęczna                |

## Achtelfinale
Die Achtelfinalpartien fanden zwischen dem 30. November und dem 2. Dezember 2021 statt. Das letzte fand am 9. Februar 2022 statt. An dieser Runde nahmen die 16 Gewinner der vorherigen Runde teil.
|                              | Ergebnis              |                           |
| 30. November 2021            | 30. November 2021     | 30. November 2021         |
| ---------------------------- | --------------------- | ------------------------- |
| Korona Kielce                | 1:2                   | Górnik Łęczna             |
| Olimpia Grudziądz            | 3:3 n. V. (4:2 i. E.) | Świt Nowy Dwór Mazowiecki |
| 1. Dezember 2021             |                       |                           |
| Garbarnia Kraków             | 0:4                   | Lech Posen                |
| Motor Lublin                 | 1:2                   | Legia Warschau            |
| Arka Gdynia                  | 2:1                   | Zagłębie Lubin            |
| Bruk-Bet Termalica Nieciecza | 0:2                   | Raków Częstochowa         |
| 2. Dezember 2021             |                       |                           |
| Widzew Łódź                  | 1:3                   | Wisła Krakau              |
| 9. Februar 2022              |                       |                           |
| Piast Gliwice                | 0:0 n. V. (2:4 i. E.) | Górnik Zabrze             |

## Viertelfinale
Das Viertelfinale wurde am 1. und 2. März 2022 ausgetragen. An dieser Runde nahmen die 8 Gewinner der vorherigen Runde teil.
|                   | Ergebnis              |                   |
| 1. März 2022      | 1. März 2022          | 1. März 2022      |
| ----------------- | --------------------- | ----------------- |
| Arka Gdynia       | 0:2                   | Raków Częstochowa |
| Olimpia Grudziądz | 1:1 n. V. (5:3 i. E.) | Wisła Krakau      |
| 2. März 2022      |                       |                   |
| Legia Warschau    | 2:0                   | Górnik Łęczna     |
| Górnik Zabrze     | 0:2                   | Lech Posen        |

## Halbfinale
Die beiden Halbfinalpartien fanden am 7. und am 14. April 2022 statt. An dieser Runde nahmen die 4 Gewinner der vorherigen Runde teil.
|                   | Ergebnis          |                   |
| 7.–14. April 2022 | 7.–14. April 2022 | 7.–14. April 2022 |
| ----------------- | ----------------- | ----------------- |
| Olimpia Grudziądz | 0:3               | Lech Posen        |
| Raków Częstochowa | 1:0               | Legia Warschau    |

## Finale
| Lech Posen                                 | Lech Posen | Raków Częstochowa | Raków Częstochowa |
| ------------------------------------------ | --- | --- | ----------------- |
| Lech Posen                                 | \| 2. Mai 2022 in Warschau (Stadion Narodowy) \| \| Ergebnis: 1:3 (0:2) \| \| Zuschauer: 35.694 \| \| Schiedsrichter: Szymon Marciniak (Płock) \| | \| 2. Mai 2022 in Warschau (Stadion Narodowy) \| \| Ergebnis: 1:3 (0:2) \| \| Zuschauer: 35.694 \| \| Schiedsrichter: Szymon Marciniak (Płock) \| | Raków Częstochowa |
| Lech Posen                                 | Mickey van der Hart, Joel Pereira, Ľubomír Šatka, Antonio Milić, Pedro Rebocho, Michał Skóraś, Radosław Murawski, Jesper Karlström, Dawid Kownacki, Jakub Kamiński, Mikael Ishak, Filip Bednarek, Barry Douglas, Tomasz Kędziora, João Amaral, Pedro Tiba, Nika Kwekweskiri, Adriel Ba Loua, Filip Marchwiński, Mateusz Skrzypczak Cheftrainer: Maciej Skorza | Kacper Trelowski, Fran Tudor, Zoran Arsenić, Deian Sorescu, Giannis Papanikolaou, Ben Lederman, Mateusz Wdowiak, Ivi López, Patryk Kun, Vladislavs Gutkovskis, Vladan Kovačević, Wiktor Długosz, Andrzej Niewulis, Marcin Cebula, Szymon Czyż, Walerian Gwilia, Władysław Koczerhin, Jakub Arak, Sebastian Musiolik Cheftrainer: Marek Papszun | Raków Częstochowa |
| 2. Mai 2022 in Warschau (Stadion Narodowy) | | |                   |
| Ergebnis: 1:3 (0:2)                        | | |                   |
| Zuschauer: 35.694                          | | |                   |
| Schiedsrichter: Szymon Marciniak (Płock)   | | |                   |